# Somogyszentimre
Somogyszentimre egy kihalt település Somogy vármegyében, a Kaposvári járásban. Ma Kadarkút és Bárdudvarnok közigazgatási területének határán található.

## Élővilága
Somogyszentimrén van egy 100 évesnél idősebb hársfa.

## Történelme
A területen már 5000–8000 évvel ezelőtt is éltek emberek, ezt a szentimre-vótai vízmosásban talált kőszerszámok, pattintott nyílhegyek, tűzhelymaradványok és cserépedény-töredékek bizonyítják. A falu mellett egy ősi földvár nyomai is láthatók, amelyet 1963-ban tártak fel.
Somogyszentimre első említése 1397-ből származik. A település István király fia után, Imre hercegről kapta a nevét. Ő volt a település templomának védőszentje. 1886 őszén itt nyitotta meg kapuit a Magyar Királyi Földműves Iskola, ahova az ország minden tájáról érkeztek tanulók, az első évben 135-en végeztek. A mintagazdaság tehenészete is jelentős volt, a felnevelt mangalicákból pedig a kaposvári vásáron évente körülbelül 2000-et adtak el. A faluban ez idő tájt mintegy húsz család élt. A közösség összetartóságát bizonyítja, hogy mindenki a közös húsfüstölőbe vitte a saját élelmét, de senki sem vitte el a másét. A 20. század közepén a település a Bárdibükki Állami Gazdaság területéhez tartozott, a helyiek számára szoba–konyhás lakásokat építettek. Az 1970-es években kezdődött meg az elnéptelenedés, a környező településekre történő kivándorlás következtében. Később egy külföldi állampolgár vásárolta meg a területet, aki a romló állapotú épületekkel nem foglalkozott.
Somogyszentimre 2016 júliusában végleg kihalt, amikor utolsó lakója, egy 60 év körüli férfi is elhunyt, a megmaradt romos épületeket megvásárló új tulajdonos pedig lebontja azokat. Egykori, ma erdővel benőtt temetőjében még ma is áll egy 114 éve állított kőkereszt.

## Közlekedés
A Kaposvár–Barcs-vasútvonalnak megállóhelye volt Somogyszentimrén.